# El bot salvavides
El bot salvavides (en anglès Lifeboat) és una pel·lícula nord-americana del 1944, dirigida per Alfred Hitchcock, basada en la novel·la de John Steinbeck. És protagonitzada per Tallulah Bankhead, William Bendix, Walter Slezak, Mary Anderson, John Hodiak, Henry Hull, Heather Angel, Hume Cronyn i Canada Lee.

## Argument
L'acció transcorre íntegrament en un bot salvavides, a l'oceà Atlàntic, en el qual es troben uns quants civils americans i britànics després que el seu vaixell ha estat enfonsat per un submarí alemany. Willi, un supervivent germànic, puja a bord i nega ser un oficial alemany. Durant una forta discussió, Kovac exigeix que Willi sigui llançat al mar i se'l deixi morir ofegat. Però prevalen les mentalitats més serenes, i Garret i el columnista Connie Porter fan valer per a l'alemany la condició de presoner de guerra i aconsegueixen que es quedi a bord.
Un dels passatgers, un nen, mor gairebé després d'haver-lo embarcat. La seva mare, una jove anglesa, després de ser atesa per una infermera, ha de ser lligada perquè deixi de fer-se mal ella mateixa. La dona, d'amagat, durant la nit, mentre els altres nàufrags dormen, se suïcida llançant-se al mar.
La pel·lícula ens mostra els esforços dels nàufrags per organitzar les seves racions i tenir una bona convivència en el seu intent de sobreviure. Els caràcters comencen essent bons, amb cooperació i optimisme sobre el rescat. Però cauen en la desesperació, la deshidratació i la frustració en les seves relacions. Els caràcters de cadascú són examinats, i les seves diferències de raça, religió, sexe, classe social apareixen a la superfície. És especialment dura la seqüència en què cal amputar una cama d'un dels companys de vaixell per evitar la gangrena.
Kovac agafa les regnes, racionant el poc menjar i l'aigua que tenen, però a poc a poc Willi li pren el control. Més tard es descobreix que Willi és el capità del submarí. Un matí mentre tothom dorm, Gus Smith, un ferit germano-americà enxampa Willi bevent aigua d'una ampolla que té amagada. Massa delirant i feble com per despertar algú, Gus és llançat per la borda per Willi i s'ofega mentre els altres dormen. Quan veuen que l'alemany està suant, els altres passatgers descobreixen que amaga l'ampolla dins la jaqueta. En un atac d'ira s'hi abraonen en grup, el colpegen i el llancen en mar donant-li molts cops amb la bota de Gus per evitar que torni a pujar al bot. Reflexionant sobre la traïció de Willi, Rittenhouse pregunta "¿Què faig amb gent com aquesta?"
Els supervivents són posteriorment descoberts per la nau de subministraments alemanya a la qual Willi els havia dirigit. Abans que una llanxa els pogués recollir, tant el vaixell de subministrament com el bot de rescat van ser enfonsats per un vaixell de guerra aliat. Un espantat jove mariner alemany va pujar a bord del bot salvavides i va treure una arma, però va ser sorprès i desarmat. Va preguntar en alemany "¿Em mataran?"
La pel·lícula acaba amb els supervivents discutint sobre mantenir el nou mariner alemany a bord, o llançar-lo a l'aigua mentre esperen que el vaixell aliat els rescati. Un cop més sorgeix la pregunta: "¿Què hem de fer amb gent com aquesta?"

## Repartiment
- Tallulah Bankhead en el paper de Constance (Connie) Porter
- William Bendix, Gus Smith
- Walter Slezak, Willi
- Mary Anderson, Alice MacKenzie
- John Hodiak, John Kovac
- Henry Hull, Charles D. (Ritt) Rittenhouse
- Heather Angel, Mrs. Higley
- Hume Cronyn, Stanley (Sparks) Garrett
- Canada Lee, George (Joe) Spencer'
- William Yetter Jr., mariner alemany

## Producció
Quan es va produir El bot salvavides Alfred Hitchcock tenia contracte amb David O. Selznick. Twentieth Century-Fox obtingué els serveis del director a canvi de la imposició d'alguns actors i tècnics i la tinença dels drets de tres guions propis de la Fox. Hitchcock havia de dirigir dues pel·lícules per a aquesta productora, però la segona no es va arribar a fer mai, segons sembla, perquè la Fox no estava contenta amb el temps que va durar la producció de El bot salvavides.
Fou el mateix Hitchcock qui va tenir la idea de la pel·lícula. Va anar a trobar A.J. Cronin, James Hilton i Ernest Hemingway perquè l'ajudessin a escriure el guió, abans de donar el projecte a John Steinbeck, que havia escrit el guió per al documental de 1941 El poble oblidat (en anglès The Forgotten Village), però no n'havia escrit cap per pel·lícules de ficció. La intenció de Steinbeck era escriure i publicar una novel·la i vendre els drets a la productora, però els agents literaris d'aquesta van considerar que era una obra menor. Steinbeck va cobrar 50.000 dòlars pels drets d'autor. Una versió condensada de la història de la pel·lícula va aparèixer a la revista Collier el 13 de novembre de 1942, que atribuïa l'autoria a Hitchcock i l'escriptor Harry Sylvester. Steinbeck era considerat l'autor de “la història original de la pantalla." D'altres escriptors van treballar en alguns esborranys del guió: Alma Reville, esposa de Hitchcock, MacKinlay Kantor, Patricia Collinge, Albert Mannheimer i Marian Spitzer. Hitchcock també va comptar amb Ben Hecht per reescriure el final.
Originàriament, El bot salvavides s'havia de rodar en Technicolor, amb un elenc d'homes la majoria desconeguts. Canada Lee, que era abans que res un actor de teatre que només havia fet una pel·lícula, va ser el primer actor del repartiment.
Hitchcock va planejar els angles de la càmera fent servir un bot en miniatura i ninots. Per al rodatge es van utilitzar quatre bots. En un es van fer els assajos. Per als primers plans i els plans generals es van usar diferents bots. El quart fou emprat en els estudis, en un gran tanc d'aigua. Excepte les imatges de fons, rodades a Miami, a Florida Keys i a San Miguel Island, a Califòrnia, la pel·lícula va ser filmada enterament dins dels estudis de Twentieth Century-Fox, en el Pico Boulevard, on ara hi ha Century City.
El bot salvavides es començà el 3 d'agost de 1943 i s'acabà el 17 de novembre del mateix any. A l'inici de la producció les malalties eren un problema constant. Abans de començar a rodar, William Bendix substituí l'actor Murray Alper quan va caure malalt, i dues setmanes després el director de fotografia Arthur Miller fou reemplaçat per Glen MacWilliams, també per malaltia. Tallulah Bankhead va agafar una pneumònia dues vegades, fet que provocà uns quants dies d'endarreriment en el rodatge. Hume Cronyn es va trencar dues costelles, i gairebé va estar a punt d'ofegar-se quan el va enganxar un activador d'ones en l'aigua per fer una escena de la tempesta. Va ser salvat per un socorrista.
Aquesta pel·lícula és l'única entre totes les de l'època americana que no té música durant la narració. L'orquestra de la Fox només va actuar en l'obertura i en la cloenda dels crèdits.

## Crítica
Mentre que els crítics moderns tendeixen a veure la pel·lícula com una poc subtil propaganda de guerra, el retrat que El bot salvavides fa del caràcter germànic va causar una considerable controvèrsia en el moment del seu llançament. Importants crítics i columnistes com Dorothy Thompson i Bosley Crowther, de New York Times van veure en la pel·lícula una denigració dels caràcters americà i anglès i una glorificació del germànic. Crowther escrigué que "els nazis, tallant aquí i allà, podien convertir El bot salvavides en una fuetada contra les ‘democràcies decadents'. I ens preguntem si en aquests moments és assenyat fer una pel·lícula amb aquest tema."
Aquest comentari va fer que Steinbeck, que ja havia estat criticat per la manipulació dels personatges alemanys a La lluna s'ha post (The Moon is Down), es desvinculés públicament del film, denunciant el tractament que Hitchcock i Swerling van fer d'aquest material, i demanant que el seu nom no fos citat per la Fox en la presentació de la pel·lícula. Crowther respongué detallant les diferències entre la novel·la de Steinbeck i el guió de la pel·lícula, i acusà els seus creadors "d'anticipar-se a l'autoritat creativa" del novel·lista.
Hitchcock contestà a les crítiques explicant que la lliçó moral de la pel·lícula era la d'explicar que els aliats necessitaven lluitar i treballar junts per guanyar la guerra, i va defensar el retrat del caràcter nazi dient “Sempre defenso els meus delinqüents construint-los un caràcter temible que els farà herois o la tesi més admirable per derrotar-los. L'actriu Bankhead va dir en una entrevista que el director volia donar una lliçó important. Volia dir que no es pot confiar en l'enemic […] en El bot salvavides es veu clarament que no es pot confiar en un nazi, encara que sembli una persona agradable.
També fou criticat el retrat de Joe, l'afroamericà: era massa estereotipat. L'actor Canada Lee va explicar que havia intentat completar el caràcter mitjançant la revisió del diàleg i tallant algunes seqüències, però la proposta no va tenir èxit.
En general, però, els crítics van elogiar el film i el treball dels actors i el director, i van remarcar positivament que només hi hagués música de fons al principi de la història. No obstant això, els executius dels estudis, sota la pressió de les controvèrsies, van decidir donar a la pel·lícula una difusió limitada, contrària a la que havien donat a la majoria dels films de Hitchcock.

## Premis
El bot salvavides va ser nominada per als Oscars a "la millor fotografia en blanc i negre" per a Glen MacWilliams, "la història més original", per a John Steinbeck, i "el millor director", per a Hitchcock. Tallulah Bankhead guanyà el New York Film Critics Circle Award per a "la millor actriu", i el film va ser considerat com un dels deu millors de 1944 per Film Daily, i va ser nominada com a la millor pel·lícula de 1944 per National Board of Review

## Adaptacions
El novembre de 1950 la NBC en va fer una adaptació d'una hora diària dins del programa Screen Director's Playhouse. Fou dirigit pel mateix Hitchcock i Bankhead representà el mateix paper que en la pel·lícula. En la resta d'actors trobem Jeff Chandler i Sheldon Leonard.
El 1993 se’n va fer una versió televisiva, de ciència-ficció, amb el títol Lifepod (Càpsula de supervivència), traslladant l'acció a l'espai i l'any 2169. Va ser protagonitzada per Ron Silver, que també n'era el director, Robert Loggia i CCH Pounder. El film fou emès per Fox TV network. En els crèdits Hitchcock i Harry Sylvester constaven com a guionistes.